# 천영래
천영래(1988년 9월 11일 ~ )는 경상남도 거제시에서 태어난 대한민국의 모델이다. 2008년 Mnet치욕!꽃미남 아롱사태를 통해 홍대얼짱으로 출연하여 화제가 되었다.

## 학력
- 홍익대학교 디자인영상학부

## 방송
- 2008년 Mnet 치욕! 꽃미남 아롱 사태
- 2012년 MBC 골든타임

### 광고 활동
- 2008년 리바이스
- 2009년 SKY
- 2010년 베스킨라빈스

## 모델
- 2009년 S/S 서울컬렉션 이주영 모델
- 2009년 패션, 문화를 만나다 최범석 모델

## 매거진
- Ceci
- Man's health
- École Luxe
- M25